# Nchelenge (Sambia)
Nchelenge ist eine Stadt mit rund 77.746 Einwohnern (2022) im nördlichen Sambia in der Provinz Luapula, am südöstlichen Ufer des Mwerusees auf etwa 930 Metern Höhe. Sie ist Sitz der Verwaltung des gleichnamigen Distrikts. Es gibt Fähren zur Insel Kilwa und Isokwe; in der Nähe liegt der Lusenga-Plain-Nationalpark.

## Wirtschaft
Wie die nächstliegende Stadt Kashikishi ist Nchelenge geprägt von einem lebendigen Markt. Die Hütten des Ortes ziehen sich am Ufer entlang, was es schwer macht, das Wasser zu erreichen. Erst weiter nördlich wird die Besiedlung dünner. Die Menschen leben vom Fischfang. Touristen halten sich hier nur auf, um zu tanken oder weil sie auf die Fähre warten. Die Straße von Serenje an der Grenze zu Katanga in der Demokratischen Republik Kongo (DR Kongo) über Mansa nach Nchelenge ist seit 1988 asphaltiert. Sie wird „Chinese Road“ genannt. Ab Nchelenge gibt es eine Schotterpiste bis Mununga. Die Straße ist der Zugang zum wichtigsten Markt, dem Copperbelt. Zweimal wöchentlich verkehrt ein Lkw nach Lubumbashi. Eine weitere Transportroute in die DR Kongo ist der Wasserweg.
Nchelenge dient als Hafen für Kupfer aus dem Dikulushi-Tagebau 25 Kilometer westlich der Stadt Kilwa am Seeufer der DR Kongo. Die sambische Seite bietet die einzige durchgehend asphaltierte Transportverbindung nach Südafrika für die jährlich gewonnenen 20.000 Tonnen Kupfer und 1,7 Millionen Unzen Silber.

## Infrastruktur
Die zentralen Probleme sind das Fehlen von Trinkwasser und Elektrizität, die schlechte Ausstattung der Schulen und Krankenhäuser, die zunehmenden Fälle von Cholera, dass 25 Prozent der Menschen mit HIV infiziert sind, dass der Regenwald in weitem Umkreis für Subsistenzlandbau abgeholzt wurde und die Tatsache, dass das für zwölf Gefangene gebaute Gefängnis mit 120 Gefangenen belegt ist, die zwar Land bebauen, aber weder Kunstdünger noch Saatgut erhalten. Zudem sind sehr viele Arbeitslose aus dem Copperbelt zugewandert, um vom Fischen leben zu können, was den Fischbestand im Mwerusee dramatisch reduziert hat.
In Nchelenge gibt es Grund- und Sekundarschulen, die St.-Pauls-Klinik, eine Tankstelle, eine Post, eine Bank und das Lake Mweru Water Transport Guesthouse.

## Demografie
| Jahr | Einwohnerzahl |
| ---- | ------------- |
| 1990 | 15.436        |
| 2000 | 20.709        |
| 2010 | 36.894        |
| 2022 | 77.746        |